# Khopoli
Khopoli är en ort i Indien.   Den ligger i distriktet Raigarh och delstaten Maharashtra, i den sydvästra delen av landet, 1 200 km söder om huvudstaden New Delhi. Khopoli ligger 89 meter över havet och antalet invånare är 64 460.
Terrängen runt Khopoli är kuperad. Runt Khopoli är det tätbefolkat, med 331 invånare per kvadratkilometer. Khopoli är det största samhället i trakten. Trakten runt Khopoli består till största delen av jordbruksmark.